# Sint-Maternusbasiliek
De Sint-Maternusbasiliek is een basiliek in de Belgische gemeente Walcourt.

## Bouwgeschiedenis
Oorspronkelijk was het een kapittelkerk, gesticht in 922 op bevel van de plaatselijke heer Oduin. De kerk werd in 1026 ingewijd door de Luikse bisschop Reginhald (of Reginar). Ze is toegewijd aan Maternus, bisschop van Keulen en/of bisschop van Tongeren uit de 3e-4e eeuw.
Het kerkgebouw werd verder uitgebreid en verbouwd tussen de 13e en de 16e eeuw. Het werd door brand vernield in 1220, maar het onderste gedeelte van de westbouw, onder de toren, is daarvan nog een overblijfsel. De klokkentoren met opvallende bolspits, 63 m hoog, stamt uit 1621. Hij is opgericht door meester-timmerman Jehan Lecoustre nadat de oude in 1615 door brand was verwoest. Een identieke – maar scheve – torenspits bouwde Lecoustre eerder voor de Sint-Pieter-en-Pauluskerk van Solre-le-Château. De spits van Walcourt werd in 1920 opnieuw hersteld na een brand.

## Kerkschatten
De vijfbeukige kerk bezit een weelderig meubilair, en vooral het 16e-eeuwse, van rijkelijke versieringen voorziene doksaal is opmerkelijk. Het zou een geschenk zijn van keizer Karel V. Hij heeft er in ieder geval financieel aan bijgedragen. Het is gemaakt uit Avesnessteen en wordt gedragen door granietzuilen.
In de linkerzijbeuk bevindt zich het beeld van Onze-Lieve-Vrouw van Walcourt, een beeld van het type "Sedes sapientiae", dat dateert uit de 10e eeuw en daarmee een van de oudste van België is. Het werd in de 11e eeuw bedekt met bladzilver en begin 17e eeuw aangekleed in Spaanse stijl. Ze wordt al eeuwenlang door pelgrims vereerd.
De kerk werd in 1950 tot de rang van basiliek verheven.

## Le Grand Tour
Ieder jaar vindt in Walcourt de beroemde Grand Tour plaats, een processie ter ere van Onze-Lieve-Vrouw van Walcourt, waarbij het beeld wordt geëscorteerd door "soldaten" in uniformen uit de napoleontische tijd. Hoogtepunt van de dag is een viering bij een berkenboom, waarbij herdacht wordt hoe, volgens de legende, het beeld tijdens de brand van 1220 de kerk uitvluchtte en in een berkenboom teruggevonden zou zijn. Het keerde pas terug naar de kerk toen Diederik II beloofde ter plaatse een abdij ter ere van Onze-Lieve-Vrouw te bouwen. Zo kwam de abdij van Jardinet tot stand.

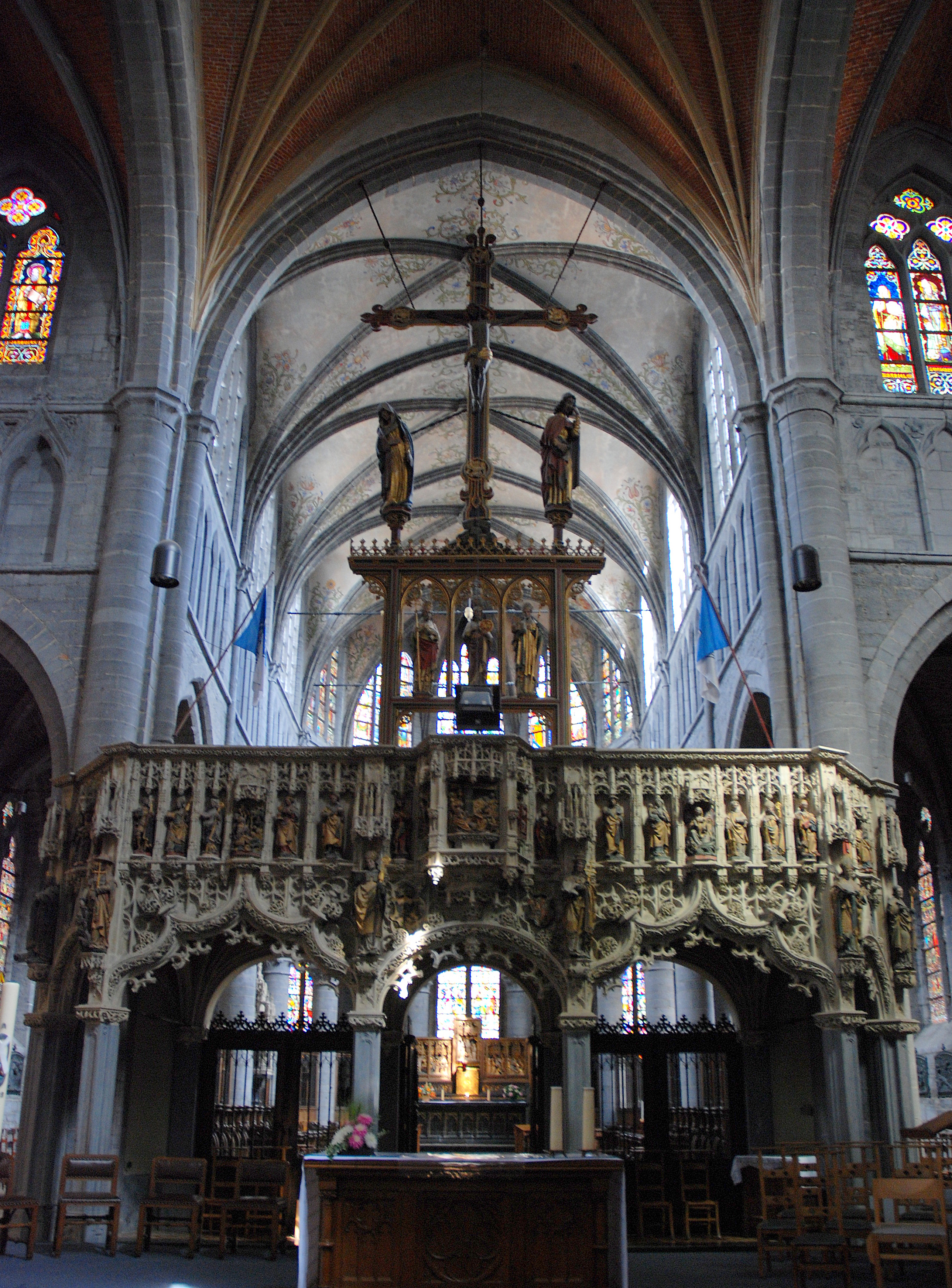
Het doksaal
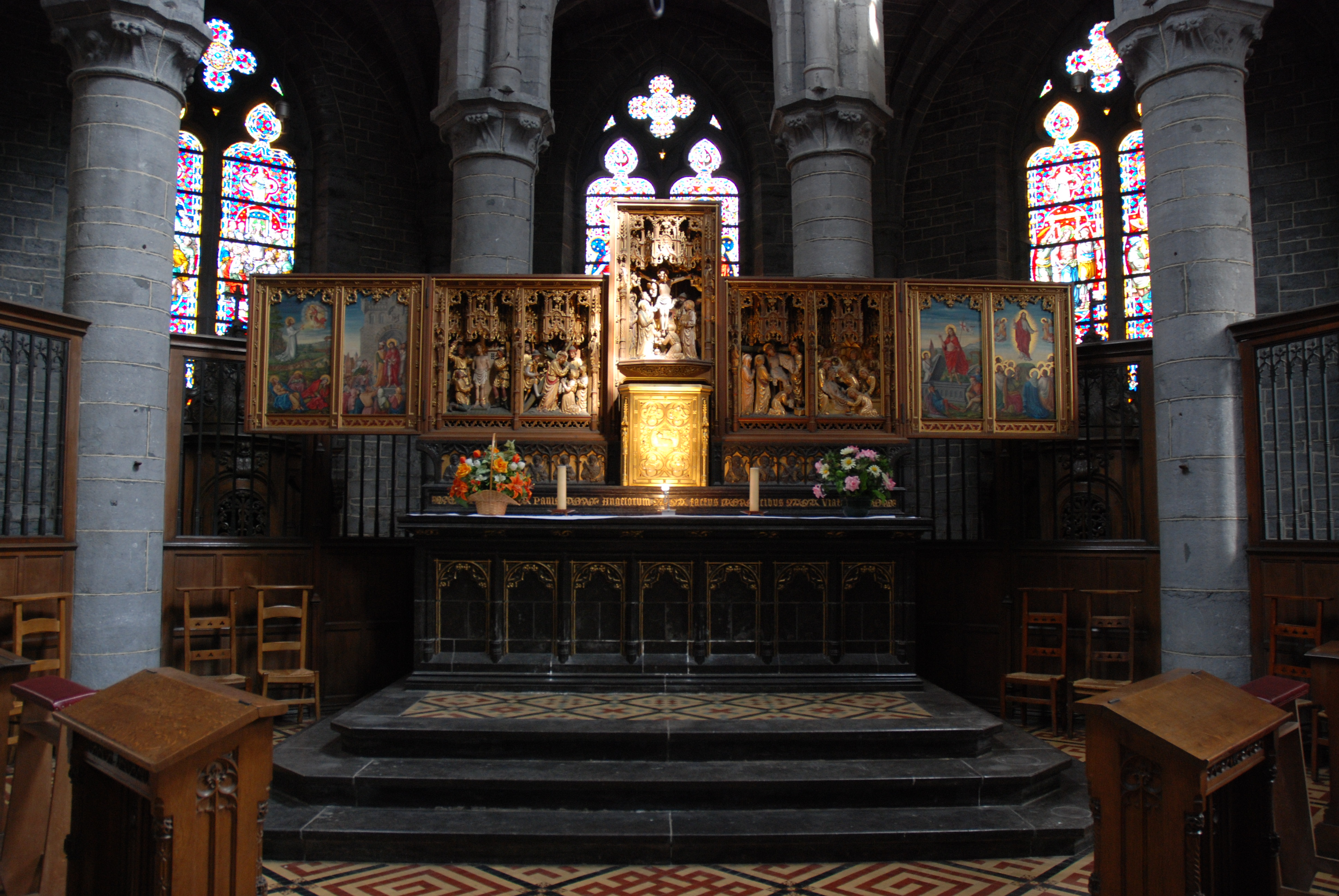
Het hoofdaltaar
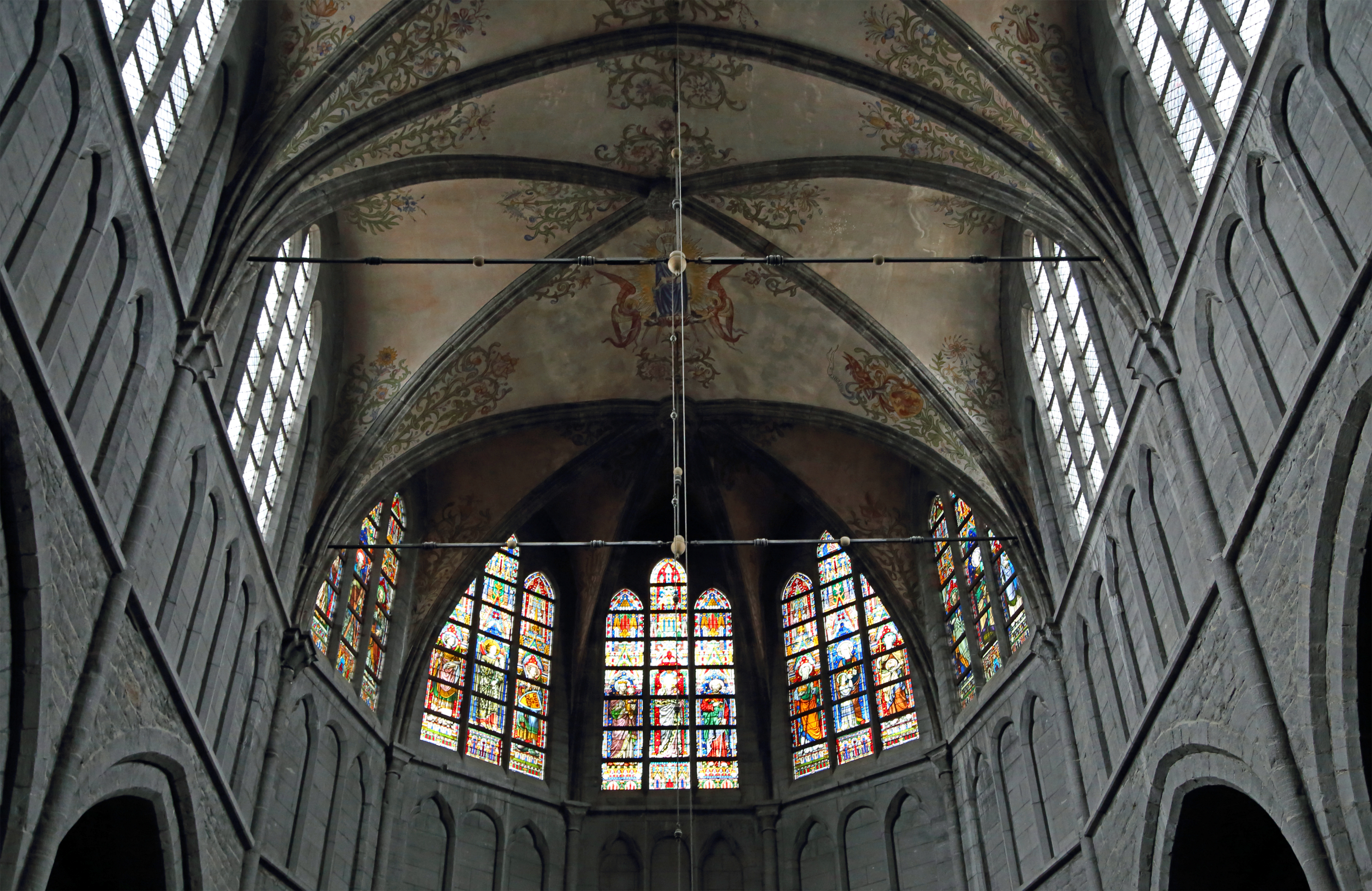
Het koor
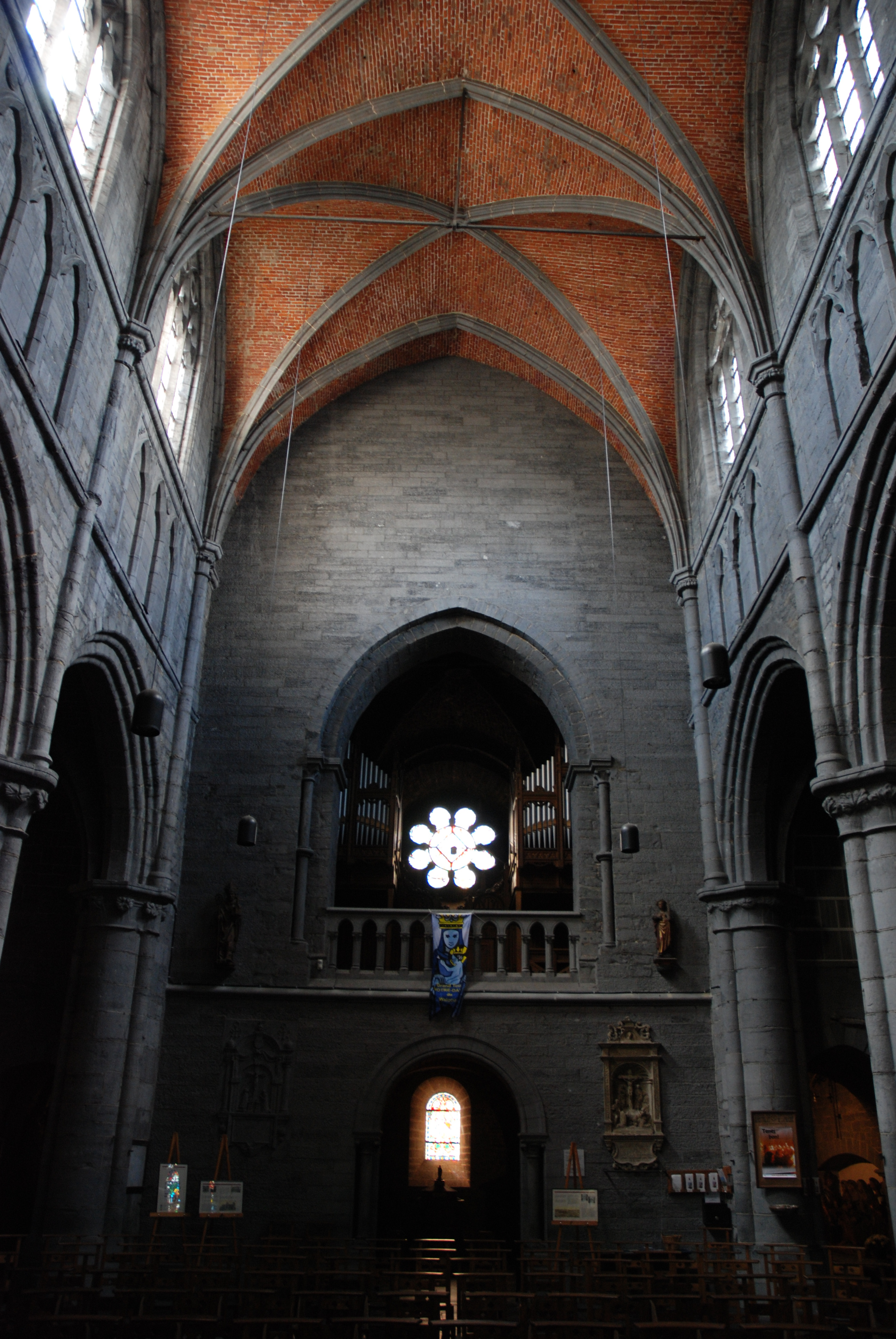
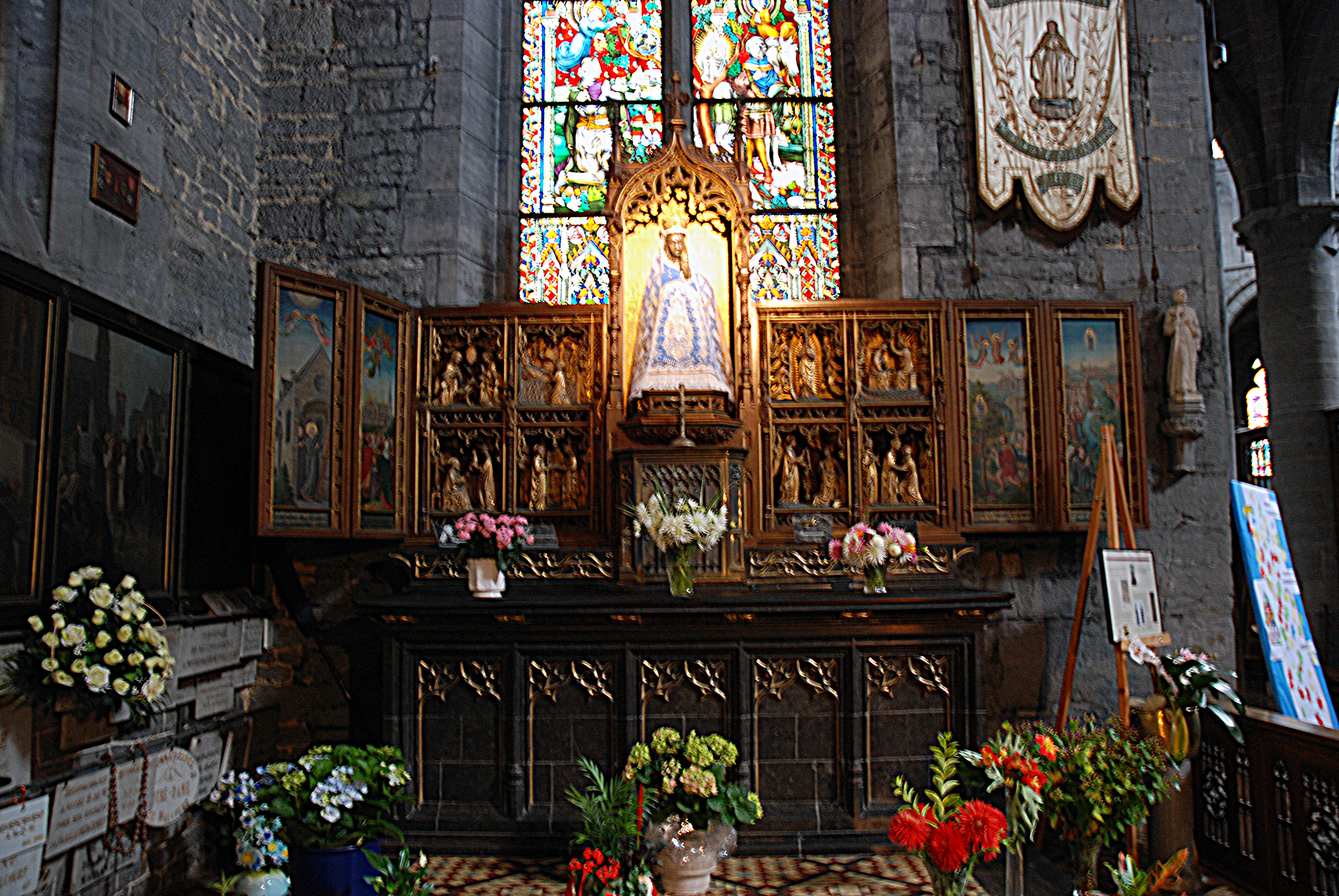
Onze-Lieve-Vrouw van Walcourt
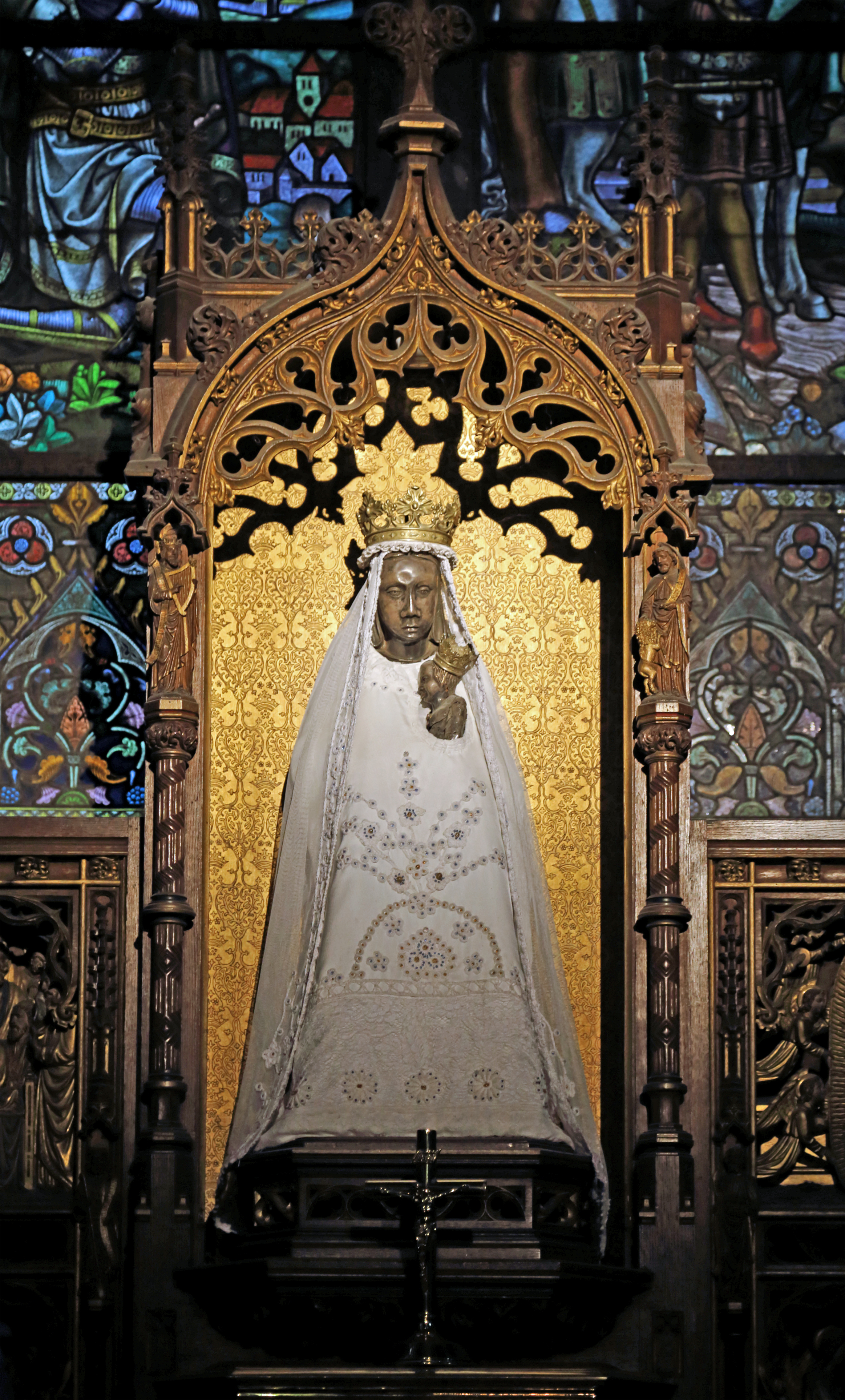
Beeld van O.-L.-Vrouw van Walcourt